# Henricus Verhagen
Pour les articles homonymes, voir Verhagen.
Henricus Verhagen, né en novembre 1763 à Rhode-Saint-Oude et mort dans cette ville le 11 juin 1820, est un homme politique néerlandais.

## Biographie
Après des études de médecine à Louvain et Leyde entre 1784 et 1788, il devient médecin à Sint-Oedenrode, sa ville natale, dont son père est échevin.
La Révolution batave éclate en 1795. En juin, Verhagen est élu à l'assemblée provisoire du Brabant et devient membre de la municipalité de Sint-Oedenrode en septembre. Le 5 avril 1796, il devient député de Helmond à l'Assemblée nationale de la République batave en remplacement de Petrus Verhoysen, nommé à la commission constitutionnelle. Il est réélu en août 1797 par le district de Veghel. Il soutient le coup d'État unitariste du 22 janvier 1798 et fait donc partie l'assemblée constituante, constituée des quelques députés n'ayant pas été exclus lors du coup d'État. Il est automatiquement réélu le 4 mai au nouveau Corps législatif batave mais il en est exclu par le coup d'État modéré du 12 juin 1798.
Entre 1811 et 1813, Verhagen siège au conseil d'arrondissement d'Eindhoven.

## Publications
- De morbis ex nimia literatura sequi solitis (dissertation)